# Santa Cruz (Angola)
Santa Cruz – miasto w Angoli, w prowincji Uíge.